# Париж си струва една литургия
„Париж си струва една литургия“ (на френски: Paris vaut bien une messe; на английски: Paris is well worth a Mass) е известна фраза на френския крал Анри ІV, произнесена през юли 1593 г. преди да приеме за втори път католицизма.

## Историческа ситуация
През 1589 г. Анри дьо Навар става френски крал, наследявайки угасналата династия Валоа. Към този момент вече три десетилетия Франция е разтърсвана от жестоки религиозни войни и по-голямата част от населението иска да види края им. Анри обаче е хугенот и има подкрепата на около една трета от французите. Останалите и най-вече парижани никога не биха приели протестант начело на държавата. Ето защо той обмисля възможността да приеме за втори път (след Вартоломеевата нощ) католическата вяра. В полза на това решение са неуспехът му да превземе столицата и намесата на испанските войски от Фландрия, които оставят гарнизон. Неговата любима Габриел д'Естре също го окуражава да предприеме решителната стъпка. Той обаче изчаква четири години, а това свидетелства за дълбоки колебания и вътрешна борба.

## Авторство
Общоизвестният факт, че това са думи на самия крал, не се потвърждава от всички автори. Българският историк Петко Петков съобщава за него с условности: кралят казал това „според съвременниците си“. Хескът Пиърсън, чийто труд е базиран на документи, не споменава за подобна фраза. В своя разказ за събитията той цитира част от писмо на Анри до Габриел: „В неделя трябва да преглътна горчивия хап. Докато ти пиша, около мен има хиляди гневни хора.“ Според по-подробното изложение на Ернест Визетели фразата се приписва на краля, но той не може да я е произнесъл. „Той беше твърде опитен и тактичен, за да допусне да се внесе подозрение в искреността на неговото кръщение.“ Има запазени сведения, че когато Анри изразявал съмнения дали наистина да приеме католицизма, неговият министър Максимилиен дьо Бетюн, херцог дьо Сюли, го окуражил с думите: „Сир, короната си струва една литургия!“

## Съвременно значение
Според речника на френските фрази и изрази днес тя означава „готовност да постигнеш голяма полза с цената на малка жертва“.